# 16e étape du Tour de France 2021
Pour un article plus général, voir Tour de France 2021.
La 16e étape du Tour de France 2021 se déroule le mardi 13 juillet 2021 entre Le Pas de la Case (en Andorre) et Saint-Gaudens, sur une distance de 169 kilomètres.

## Parcours
Pour la première fois, Le Pas de la Case, station commerciale et de sports d'hiver de 3 000 habitants à 2 050 m d'altitude, est ville de départ. Comprise dans la paroisse d'Encamp en Andorre, elle est située immédiatement après la frontière française et desservie par la seule route entre les deux pays. L'étape entre en France par la RN 22 sur la commune de Porta (Pyrénées-Orientales) mais rejoint très vite la Haute vallée de l'Ariège et donc le département éponyme. La descente de 35 km arrive à Tarascon-sur-Ariège où commence, par la vallée de Saurat, l'ascension vers le col de Port (2e catégorie), emprunté pour la première fois en 1910. Son franchissement, un temps démodé par le proche et redouté mur de Péguère, permet d'entrer dans le Couserans. Le sprint intermédiaire se déroule à Vic d'Oust avant d'entreprendre l'ascension en 1re catégorie du col de la Core. Vient ensuite la traversée du Castillonnais avant l'entrée en Haute-Garonne et le classique col du Portet-d'Aspet en 2e catégorie. La dernière difficulté est la côte d'Aspret-Sarrat en 4e catégorie à sept kilomètres avant un faux-plat montant et l'arrivée à Saint-Gaudens, face aux anciennes tribunes du circuit automobile du Comminges.

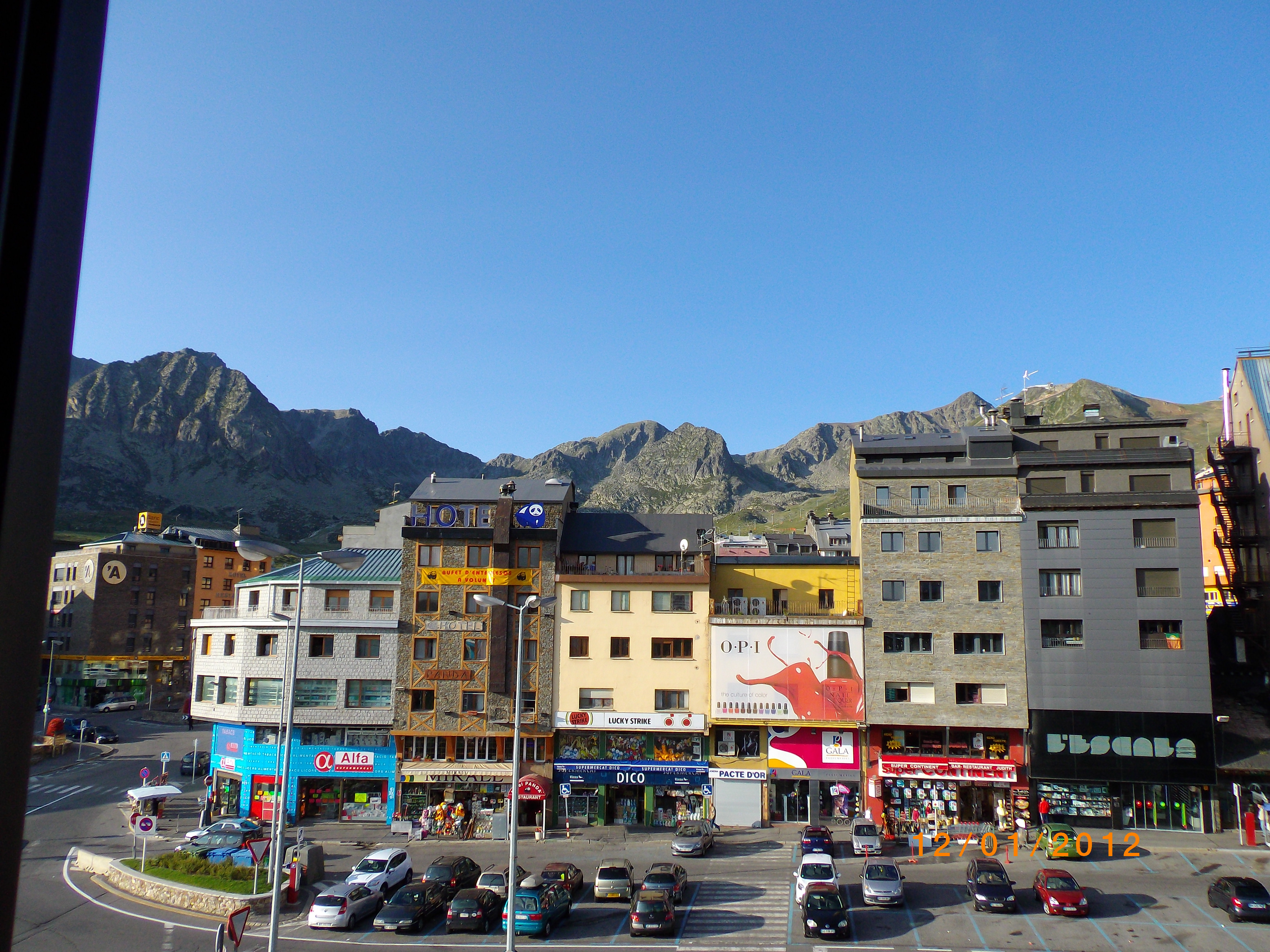
Vue du Pas de la Case.
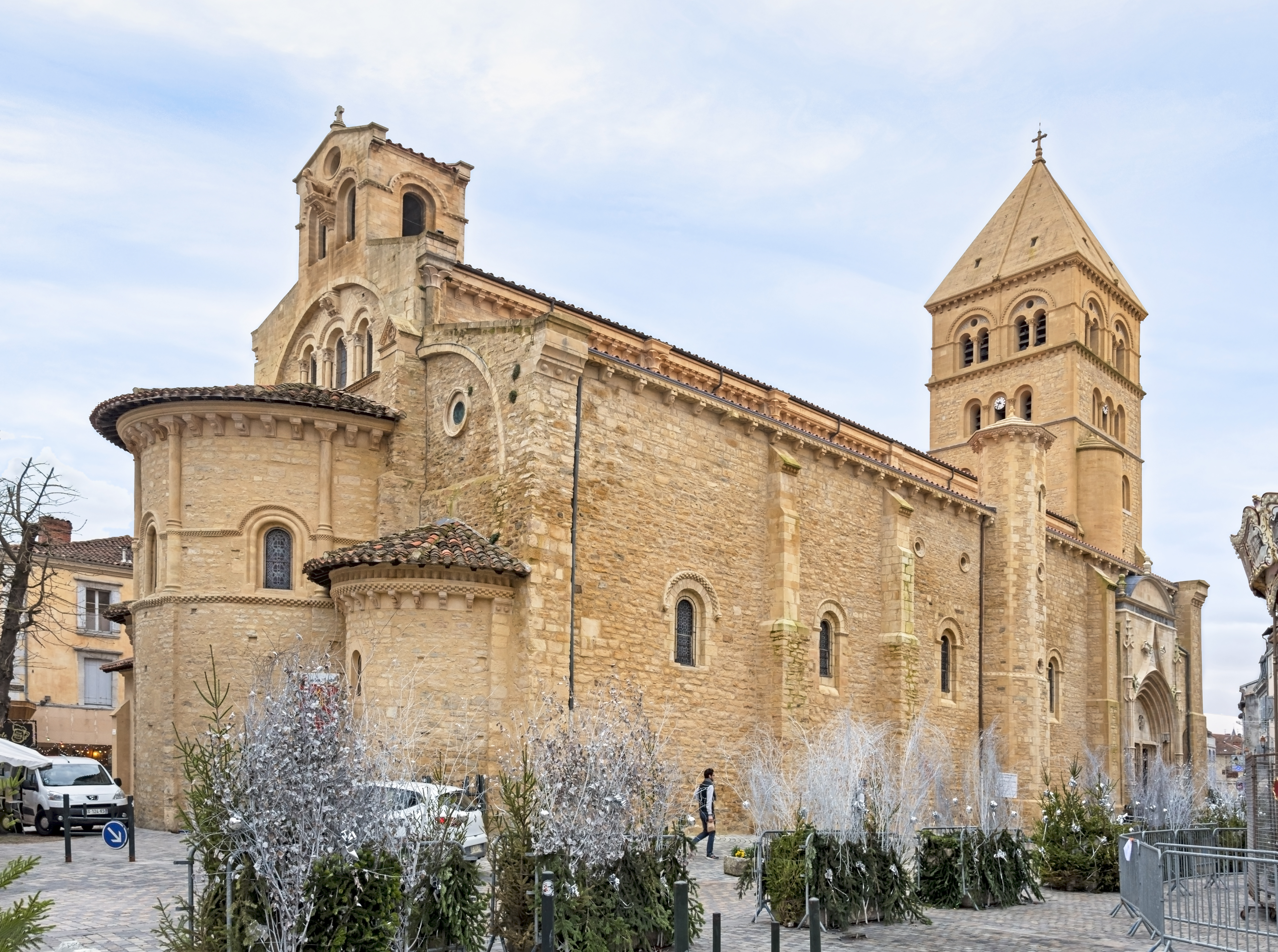
La collégiale Saint-Pierre et Saint-Gaudens.

## Déroulement de la course
Après 19 km de départ fictif en descendant une partie de la haute vallée de l'Ariège, le départ réel est donné en amont de Mérens-les-Vals, en Ariège.

## Résultats

### Classement de l'étape
| Classement de la 16e étape | Classement de la 16e étape | Classement de la 16e étape | Classement de la 16e étape         | Classement de la 16e étape |
|                            | Coureur                    | Pays                       | Équipe                             | Temps                      |
| -------------------------- | -------------------------- | -------------------------- | ---------------------------------- | -------------------------- |
| 1er                        | Patrick Konrad             | Autriche                   | Bora-Hansgrohe                     | en 4 h 1 min 59 s          |
| 2e                         | Sonny Colbrelli            | Italie                     | Bahrain Victorious                 | + 42 s                     |
| 3e                         | Michael Matthews           | Australie                  | Team BikeExchange                  | + 42 s                     |
| 4e                         | Pierre-Luc Périchon        | France                     | Cofidis                            | + 42 s                     |
| 5e                         | Franck Bonnamour           | France                     | B&B Hotels p/b KTM                 | + 42 s                     |
| 6e                         | Alex Aranburu              | Espagne                    | Astana-Premier Tech                | + 42 s                     |
| 7e                         | Toms Skujiņš               | Lettonie                   | Trek-Segafredo                     | + 45 s                     |
| 8e                         | Jan Bakelants              | Belgique                   | Intermarché-Wanty-Gobert Matériaux | + 45 s                     |
| 9e                         | David Gaudu                | France                     | Groupama-FDJ                       | + 47 s                     |
| 10e                        | Lorenzo Rota               | Italie                     | Intermarché-Wanty-Gobert Matériaux | + 1 min 3 s                |
| modifier                   |                            |                            |                                    |                            |

### Points attribués
| Sprint intermédiaire Vic d'Oust (km 84,7) | Sprint intermédiaire Vic d'Oust (km 84,7) | Sprint intermédiaire Vic d'Oust (km 84,7) | Sprint intermédiaire Vic d'Oust (km 84,7) | Sprint intermédiaire Vic d'Oust (km 84,7) |
| ----------------------------------------- | ----------------------------------------- | ----------------------------------------- | ----------------------------------------- | ----------------------------------------- |
|                                           | Coureur                                   | Pays                                      | Équipe                                    | Point(s)                                  |
| 1er                                       | Jan Bakelants                             | Belgique                                  | Intermarché-Wanty-Gobert Matériaux        | 20                                        |
| 2e                                        | Fabien Doubey                             | France                                    | TotalEnergies                             | 17                                        |
| 3e                                        | Christopher Juul Jensen                   | Danemark                                  | Team BikeExchange                         | 15                                        |
| 4e                                        | Michael Matthews                          | Australie                                 | Team BikeExchange                         | 13                                        |
| 5e                                        | Sonny Colbrelli                           | Italie                                    | Bahrain Victorious                        | 11                                        |
| 6e                                        | Franck Bonnamour                          | France                                    | B&B Hotels p/b KTM                        | 10                                        |
| 7e                                        | Benoît Cosnefroy                          | France                                    | AG2R Citroën                              | 9                                         |
| 8e                                        | Patrick Konrad                            | Autriche                                  | Bora-Hansgrohe                            | 8                                         |
| 9e                                        | Pierre-Luc Périchon                       | France                                    | Cofidis                                   | 7                                         |
| 10e                                       | Lorenzo Rota                              | Italie                                    | Intermarché-Wanty-Gobert Matériaux        | 6                                         |
| 11e                                       | Toms Skujiņš                              | Lettonie                                  | Trek-Segafredo                            | 5                                         |
| 12e                                       | Fred Wright                               | Royaume-Uni                               | Bahrain Victorious                        | 4                                         |
| 13e                                       | David Gaudu                               | France                                    | Groupama-FDJ                              | 3                                         |
| 14e                                       | Alex Aranburu                             | Espagne                                   | Astana-Premier Tech                       | 2                                         |
| 15e                                       | Vegard Stake Laengen                      | Norvège                                   | UAE Emirates                              | 1                                         |
| modifier                                  |                                           |                                           |                                           |                                           |

| Arrivée d'étape Saint-Gaudens (km 169,0) | Arrivée d'étape Saint-Gaudens (km 169,0) | Arrivée d'étape Saint-Gaudens (km 169,0) | Arrivée d'étape Saint-Gaudens (km 169,0) | Arrivée d'étape Saint-Gaudens (km 169,0) |
| ---------------------------------------- | ---------------------------------------- | ---------------------------------------- | ---------------------------------------- | ---------------------------------------- |
|                                          | Coureur                                  | Pays                                     | Équipe                                   | Point(s)                                 |
| 1er                                      | Patrick Konrad                           | Autriche                                 | Bora-Hansgrohe                           | 30                                       |
| 2e                                       | Sonny Colbrelli                          | Italie                                   | Bahrain Victorious                       | 25                                       |
| 3e                                       | Michael Matthews                         | Australie                                | Team BikeExchange                        | 22                                       |
| 4e                                       | Pierre-Luc Périchon                      | France                                   | Cofidis                                  | 19                                       |
| 5e                                       | Franck Bonnamour                         | France                                   | B&B Hotels p/b KTM                       | 17                                       |
| 6e                                       | Alex Aranburu                            | Espagne                                  | Astana-Premier Tech                      | 15                                       |
| 7e                                       | Toms Skujiņš                             | Lettonie                                 | Trek-Segafredo                           | 13                                       |
| 8e                                       | Jan Bakelants                            | Belgique                                 | Intermarché-Wanty-Gobert Matériaux       | 11                                       |
| 9e                                       | David Gaudu                              | France                                   | Groupama-FDJ                             | 9                                        |
| 10e                                      | Lorenzo Rota                             | Italie                                   | Intermarché-Wanty-Gobert Matériaux       | 7                                        |
| 11e                                      | Fabien Doubey                            | France                                   | TotalEnergies                            | 6                                        |
| 12e                                      | Fred Wright                              | Royaume-Uni                              | Bahrain Victorious                       | 5                                        |
| 13e                                      | Richard Carapaz                          | Équateur                                 | Ineos Grenadiers                         | 4                                        |
| 14e                                      | Tadej Pogačar                            | Slovénie                                 | UAE Team Emirates                        | 3                                        |
| 15e                                      | Alexey Lutsenko                          | Kazakhstan                               | Astana-Premier Tech                      | 2                                        |
| modifier                                 |                                          |                                          |                                          |                                          |

### Bonifications en temps
|   | Coureur          | Pays      | Équipe             | Secondes |
| - | ---------------- | --------- | ------------------ | -------- |
| 1 | Patrick Konrad   | Autriche  | Bora-Hansgrohe     | 10 s     |
| 2 | Sonny Colbrelli  | Italie    | Bahrain Victorious | 6 s      |
| 3 | Michael Matthews | Australie | Team BikeExchange  | 4 s      |

### Cols et côtes
| Col de Port (km 54) 2e catégorie (11,4 km à 5,1 %) | Col de Port (km 54) 2e catégorie (11,4 km à 5,1 %) | Col de Port (km 54) 2e catégorie (11,4 km à 5,1 %) | Col de Port (km 54) 2e catégorie (11,4 km à 5,1 %) | Col de Port (km 54) 2e catégorie (11,4 km à 5,1 %) |
| -------------------------------------------------- | -------------------------------------------------- | -------------------------------------------------- | -------------------------------------------------- | -------------------------------------------------- |
|                                                    | Coureur                                            | Pays                                               | Équipe                                             | Point(s)                                           |
| 1er                                                | Mattia Cattaneo                                    | Italie                                             | Deceuninck-Quick Step                              | 5                                                  |
| 2e                                                 | Kasper Asgreen                                     | Danemark                                           | Deceuninck-Quick Step                              | 3                                                  |
| 3e                                                 | Michał Kwiatkowski                                 | Pologne                                            | Ineos Grenadiers                                   | 2                                                  |
| 4e                                                 | Christopher Juul Jensen                            | Danemark                                           | Team BikeExchange                                  | 1                                                  |
| modifier                                           |                                                    |                                                    |                                                    |                                                    |

| Col de la Core (km 101,1) 1re catégorie (13,1 km à 6,6 %) | Col de la Core (km 101,1) 1re catégorie (13,1 km à 6,6 %) | Col de la Core (km 101,1) 1re catégorie (13,1 km à 6,6 %) | Col de la Core (km 101,1) 1re catégorie (13,1 km à 6,6 %) | Col de la Core (km 101,1) 1re catégorie (13,1 km à 6,6 %) |
| --------------------------------------------------------- | --------------------------------------------------------- | --------------------------------------------------------- | --------------------------------------------------------- | --------------------------------------------------------- |
|                                                           | Coureur                                                   | Pays                                                      | Équipe                                                    | Point(s)                                                  |
| 1er                                                       | Patrick Konrad                                            | Autriche                                                  | Bora-Hansgrohe                                            | 10                                                        |
| 2e                                                        | Jan Bakelants                                             | Belgique                                                  | Intermarché-Wanty-Gobert Matériaux                        | 8                                                         |
| 3e                                                        | Fabien Doubey                                             | France                                                    | TotalEnergies                                             | 6                                                         |
| 4e                                                        | Sonny Colbrelli                                           | Italie                                                    | Bahrain Victorious                                        | 4                                                         |
| 5e                                                        | Franck Bonnamour                                          | France                                                    | B&B Hotels p/b KTM                                        | 2                                                         |
| 6e                                                        | David Gaudu                                               | France                                                    | Groupama-FDJ                                              | 1                                                         |
| modifier                                                  |                                                           |                                                           |                                                           |                                                           |

| Col de Portet-d'Aspet (km 136,5) 2e catégorie (5,4 km à 7,1 %) | Col de Portet-d'Aspet (km 136,5) 2e catégorie (5,4 km à 7,1 %) | Col de Portet-d'Aspet (km 136,5) 2e catégorie (5,4 km à 7,1 %) | Col de Portet-d'Aspet (km 136,5) 2e catégorie (5,4 km à 7,1 %) | Col de Portet-d'Aspet (km 136,5) 2e catégorie (5,4 km à 7,1 %) |
| -------------------------------------------------------------- | -------------------------------------------------------------- | -------------------------------------------------------------- | -------------------------------------------------------------- | -------------------------------------------------------------- |
|                                                                | Coureur                                                        | Pays                                                           | Équipe                                                         | Point(s)                                                       |
| 1er                                                            | Patrick Konrad                                                 | Autriche                                                       | Bora-Hansgrohe                                                 | 5                                                              |
| 2e                                                             | David Gaudu                                                    | France                                                         | Groupama-FDJ                                                   | 3                                                              |
| 3e                                                             | Sonny Colbrelli                                                | Italie                                                         | Bahrain Victorious                                             | 2                                                              |
| 4e                                                             | Michael Matthews                                               | Australie                                                      | Team BikeExchange                                              | 1                                                              |
| modifier                                                       |                                                                |                                                                |                                                                |                                                                |

| Côte d'Aspret-Sarrat (km 162) 4e catégorie (0,8 km à 8,4 %) | Côte d'Aspret-Sarrat (km 162) 4e catégorie (0,8 km à 8,4 %) | Côte d'Aspret-Sarrat (km 162) 4e catégorie (0,8 km à 8,4 %) | Côte d'Aspret-Sarrat (km 162) 4e catégorie (0,8 km à 8,4 %) | Côte d'Aspret-Sarrat (km 162) 4e catégorie (0,8 km à 8,4 %) |
| ----------------------------------------------------------- | ----------------------------------------------------------- | ----------------------------------------------------------- | ----------------------------------------------------------- | ----------------------------------------------------------- |
|                                                             | Coureur                                                     | Pays                                                        | Équipe                                                      | Point(s)                                                    |
| 1er                                                         | Patrick Konrad                                              | Autriche                                                    | Bora-Hansgrohe                                              | 1                                                           |
| modifier                                                    |                                                             |                                                             |                                                             |                                                             |

### Prix de la combativité
- Patrick Konrad (Bora-Hansgrohe)

## Classements à l'issue de l'étape

### Classement général
| Classement général | Classement général | Classement général | Classement général  | Classement général |
|                    | Coureur            | Pays               | Équipe              | Temps              |
| ------------------ | ------------------ | ------------------ | ------------------- | ------------------ |
| 1er                | Tadej Pogačar      | Slovénie           | UAE Team Emirates   | en 66 h 23 min 6 s |
| 2e                 | Rigoberto Urán     | Colombie           | EF Education-Nippo  | + 5 min 18 s       |
| 3e                 | Jonas Vingegaard   | Danemark           | Jumbo-Visma         | + 5 min 32 s       |
| 4e                 | Richard Carapaz    | Équateur           | Ineos Grenadiers    | + 5 min 33 s       |
| 5e                 | Ben O'Connor       | Australie          | AG2R Citroën        | + 5 min 58 s       |
| 6e                 | Wilco Kelderman    | Pays-Bas           | Bora-Hansgrohe      | + 6 min 16 s       |
| 7e                 | Alexey Lutsenko    | Kazakhstan         | Astana-Premier Tech | + 7 min 1 s        |
| 8e                 | Enric Mas          | Espagne            | Movistar            | + 7 min 11 s       |
| 9e                 | Guillaume Martin   | France             | Cofidis             | + 8 min 2 s        |
| 10e                | Pello Bilbao       | Espagne            | Bahrain Victorious  | + 10 min 59 s      |
| modifier           |                    |                    |                     |                    |

| Classement par points | Classement par points | Classement par points | Classement par points | Classement par points |
| --------------------- | --------------------- | --------------------- | --------------------- | --------------------- |
|                       | Coureur               | Pays                  | Équipe                | Point(s)              |
| 1er                   | Mark Cavendish        | Royaume-Uni           | Deceuninck-Quick Step | 279 points            |
| 2e                    | Michael Matthews      | Australie             | Team BikeExchange     | 242 pts               |
| 3e                    | Sonny Colbrelli       | Italie                | Bahrain Victorious    | 195 pts               |
| 4e                    | Jasper Philipsen      | Belgique              | Alpecin-Fenix         | 174 pts               |
| 5e                    | Julian Alaphilippe    | France                | Deceuninck-Quick Step | 135 pts               |
| 6e                    | Tadej Pogačar         | Slovénie              | UAE Emirates          | 106 pts               |
| 7e                    | Wout van Aert         | Belgique              | Jumbo-Visma           | 101 pts               |
| 8e                    | Michael Mørkøv        | Danemark              | Deceuninck-Quick Step | 95 pts                |
| 9e                    | Patrick Konrad        | Autriche              | Bora-Hansgrohe        | 85 pts                |
| 10e                   | Matej Mohorič         | Slovénie              | Bahrain Victorious    | 81 pts                |
| modifier              |                       |                       |                       |                       |

| Classement du meilleur grimpeur | Classement du meilleur grimpeur | Classement du meilleur grimpeur | Classement du meilleur grimpeur | Classement du meilleur grimpeur |
| ------------------------------- | ------------------------------- | ------------------------------- | ------------------------------- | ------------------------------- |
|                                 | Coureur                         | Pays                            | Équipe                          | Point(s)                        |
| 1er                             | Wout Poels                      | Pays-Bas                        | Bahrain Victorious              | 74 points                       |
| 2e                              | Michael Woods                   | Canada                          | Israel Start-Up Nation          | 66 pts                          |
| 3e                              | Nairo Quintana                  | Colombie                        | Arkéa-Samsic                    | 64 pts                          |
| 4e                              | Wout van Aert                   | Belgique                        | Jumbo-Visma                     | 64 pts                          |
| 5e                              | Bauke Mollema                   | Pays-Bas                        | Trek-Segafredo                  | 41 pts                          |
| 6e                              | Kenny Elissonde                 | France                          | Trek-Segafredo                  | 27 pts                          |
| 7e                              | Tadej Pogačar                   | Slovénie                        | UAE Team Emirates               | 26 pts                          |
| 8e                              | Ben O'Connor                    | Australie                       | AG2R Citroën                    | 24 pts                          |
| 9e                              | Sergio Higuita                  | Colombie                        | EF Education-Nippo              | 24 pts                          |
| 10e                             | Julian Alaphilippe              | France                          | Deceuninck-Quick Step           | 20 pts                          |
| modifier                        |                                 |                                 |                                 |                                 |

| Classement général du meilleur jeune | Classement général du meilleur jeune | Classement général du meilleur jeune | Classement général du meilleur jeune | Classement général du meilleur jeune |
|                                      | Coureur                              | Pays                                 | Équipe                               | Temps                                |
| ------------------------------------ | ------------------------------------ | ------------------------------------ | ------------------------------------ | ------------------------------------ |
| 1er                                  | Tadej Pogačar                        | Slovénie                             | UAE Team Emirates                    | en 66 h 23 min 6 s                   |
| 2e                                   | Jonas Vingegaard                     | Danemark                             | Jumbo-Visma                          | + 5 min 32 s                         |
| 3e                                   | David Gaudu                          | France                               | Groupama-FDJ                         | + 14 min 13 s                        |
| 4e                                   | Aurélien Paret-Peintre               | France                               | AG2R Citroën                         | + 22 min 10 s                        |
| 5e                                   | Sergio Higuita                       | Colombie                             | EF Education-Nippo                   | + 1 h 0 min 19 s                     |
| 6e                                   | Mark Donovan                         | Royaume-Uni                          | Team DSM                             | + 1 h 25 min 42 s                    |
| 7e                                   | Valentin Madouas                     | France                               | Groupama-FDJ                         | + 1 h 28 min 23 s                    |
| 8e                                   | Neilson Powless                      | États-Unis                           | EF Education-Nippo                   | + 1 h 33 min 57 s                    |
| 9e                                   | Jonas Rutsch                         | Allemagne                            | EF Education-Nippo                   | + 1 h 56 min 55 s                    |
| 10e                                  | Brent Van Moer                       | Belgique                             | Lotto-Soudal                         | + 2 h 3 min 35 s                     |
| modifier                             |                                      |                                      |                                      |                                      |

| Classement par équipes | Classement par équipes | Classement par équipes | Classement par équipes |
|                        | Équipe                 | Pays                   | Temps                  |
| ---------------------- | ---------------------- | ---------------------- | ---------------------- |
| 1re                    | Bahrain Victorious     | Bahreïn                | en 199 h 35 min 14 s   |
| 2e                     | EF Education-Nippo     | États-Unis             | + 35 min 42 s          |
| 3e                     | AG2R Citroën           | France                 | + 50 min 26 s          |
| 4e                     | Trek-Segafredo         | États-Unis             | + 51 min 16 s          |
| 5e                     | Jumbo-Visma            | Pays-Bas               | + 55 min 45 s          |
| 6e                     | Ineos Grenadiers       | Royaume-Uni            | + 58 min 6 s           |
| 7e                     | Bora-Hansgrohe         | Allemagne              | + 59 min 50 s          |
| 8e                     | Astana-Premier Tech    | Kazakhstan             | + 1 h 7 min 19 s       |
| 9e                     | Movistar               | Espagne                | + 1 h 20 min 30 s      |
| 10e                    | UAE Team Emirates      | Émirats arabes unis    | + 1 h 59 min 12 s      |
| modifier               |                        |                        |                        |

## Abandons
- Vincenzo Nibali (Trek-Segafredo) : non partant[5],[6], pour préparer la course en ligne aux Jeux olympiques d'été
- Amund Grøndahl Jansen (Team BikeExchange) : non partant[5],[7], conséquence de sa chute lors de l'étape inaugurale, alors dernier au classement